# 浦那縣
浦那縣（Pune district）是印度馬哈拉施特拉邦的一個縣，位於該國西部，面積15,642平方公里，識字率為87.19%，2001年人口9,924,224，人口密度每平方公里634人。

## 外部連結
- Pune - Information regarding the city, restaurants, and businesses

18°31′48″N 73°50′24″E / 18.53000°N 73.84000°E